# 叉开凤仙花
叉开凤仙花（学名：Impatiens divaricata）为凤仙花科凤仙花属下的一个种。

## 扩展阅读
- 維基物種上的相關：叉开凤仙花